# مارل
مارل (انگلیسی: Marel) شرکت صنایع غذایی ایسلندی است، که در سال ۱۹۸۳ تأسیس شد.